# Manganov(II) oksid
Manganov(II) oksid je anorganski spoj kemijske formule MnO. Tvori zelene kristale koji su netopivi u vodi. Spoj se proizvodi na industrijskim skalama kao sastojak gnojiva i aditiva za hranu. 

## Struktura, stehiometrija, reaktivnost,
Poput mnogih monoksida, MnO ima strukturu halita, gdje su kationi i anioni oktaedarski koordinirani. Također kao i mnogi oksidi, manganov(II) oksid je često nestehiometrijski: njegov sastav može varirati od MnO do MnO1.045.
Ispod 118 K MnO je antiferomagnetičan. MnO se odlikuje time što je jedan od prvih spojeva čija je magnetska struktura određena difrakcijom neutrona, izvješće objavljeno 1951. Ova je studija pokazala da ioni Mn2+ tvore kubičnu magnetsku plošno centrirarnu podrešetku gdje postoje feromagnetski spregnute ploče koje su antiparalelne sa susjednim pločama.
Manganov(II) oksid podliježe kemijskim reakcijama tipičnim za ionske okside. Nakon tretmana s kiselinama, pretvara se u odgovarajuću mangan(II) sol i vodu. Oksidacijom manganova(II) oksida nastaje manganov(III) oksid.

## Sinteza i pojavnost
MnO se u prirodi pojavljuje kao rijedak mineral manganozit.
Komercijalno se priprema redukcijom MnO2 s vodikom, ugljikovim(II) oksidom ili metanom, npr.:
MnO2 + H2 → MnO + H2O
MnO2 + CO → MnO + CO2
Nakon zagrijavanja na 450 °C, manganov(II) nitrat daje smjesu oksida, MnO2-x, koja se može reducirati u monoksid s vodikom na ≥750 °C. MnO je posebno stabilan i otporan je na daljnju redukciju. MnO se također može pripremiti zagrijavanjem karbonata:
MnCO3 → MnO + CO2
Ovaj proces kalcinacije provodi se anaerobno, kako ne bi došlo do stvaranja Mn2O3.
Alternativni put, uglavnom u demonstracijske svrhe, je oksalatna metoda, koja se također može primijeniti na sintezu željezovog(II) oksida i kositrovog(II) oksida. Zagrijavanjem u atmosferi bez kisika (obično CO2), manganov(II) oksalat se raspada u MnO:
MnC2O4·2H2O → MnO + CO2 + CO + 2H2O

## Uporaba
Zajedno s manganovim(II) sulfatom, MnO je sastavni dio gnojiva i prehrambenih aditiva. Više tisuća tona godišnje se troši u tu svrhu. Ostale upotrebe uključuju: katalizator u proizvodnji alilnog alkohola, keramike, boja, stakla u boji, loja za izbjeljivanje i tiskanja tekstila.